# لوف ثلاثي الأوراق
لوف ثلاثي الأوراق (الاسم العلمي:Arum trifoliatum) هو نوع غير مؤكد من النباتات يتبع جنس اللوف من الفصيلة اللوفية.